# Ribes heterotrichum
Ribes heterotrichum är en ripsväxtart som beskrevs av Carl Anton von Meyer. Ribes heterotrichum ingår i släktet ripsar, och familjen ripsväxter. Inga underarter finns listade i Catalogue of Life.

## Bildgalleri

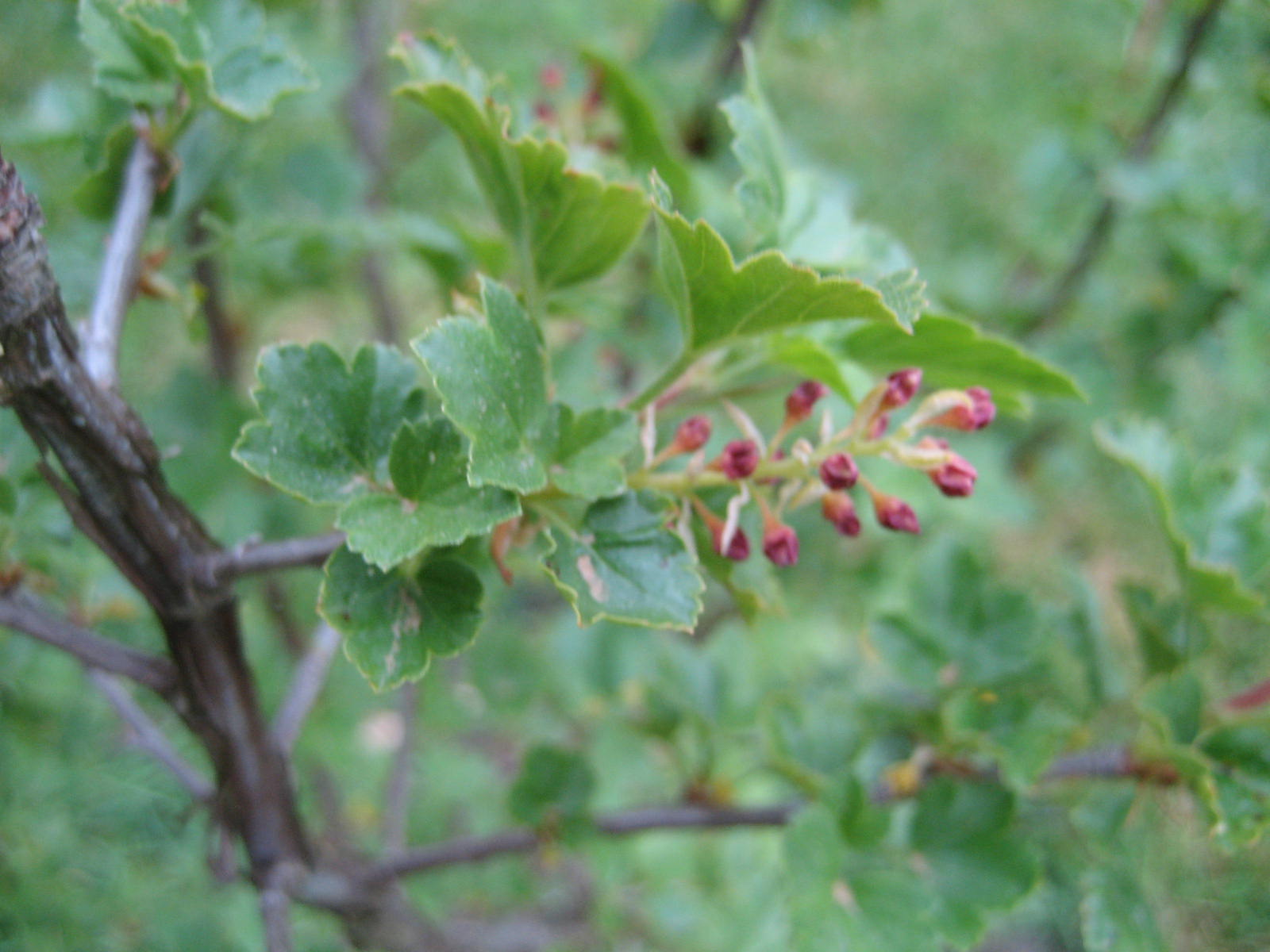